# Almar Bech
Almar Karl Kristian Bech, född 30 januari 1876 i Köpenhamn, död 1950 i Stockholm, var en dansk svensk konstnär.
Han var son till guldsmeden Emil Bech och Philippa Westergård. Bech studerade vid den danska konstakademien i Köpenhamn 1895-1898 och sedan under några år i Dresden, Schweiz och München. Han flyttade till Sverige 1912 och blev svensk medborgare 1916. Separat ställde han bland annat ut på Konstnärshuset i Stockholm och Galleri S:t Lucas i Stockholm. Bland hans offentliga arbeten märks en altarmålning för Västra Broby kyrka i Kristianstads län. Hans konst består av stilleben, porträtt, gatumotiv och landskapsbilder från Stockholmstrakten, Hälsingland, Skåne och Öland. Bech är representerad vid Växjö museum med den större figurkompositionen Fönsterglasbruket och Upploppet. Bech är representerad vid Kalmar läns museum och Nationalmuseum.